# Lato del vangelo e lato dell'epistola
Il lato del vangelo e il lato dell'epistola sono due aree delle chiese cristiane occidentali e sono rispettivamente una opposta all'altra.

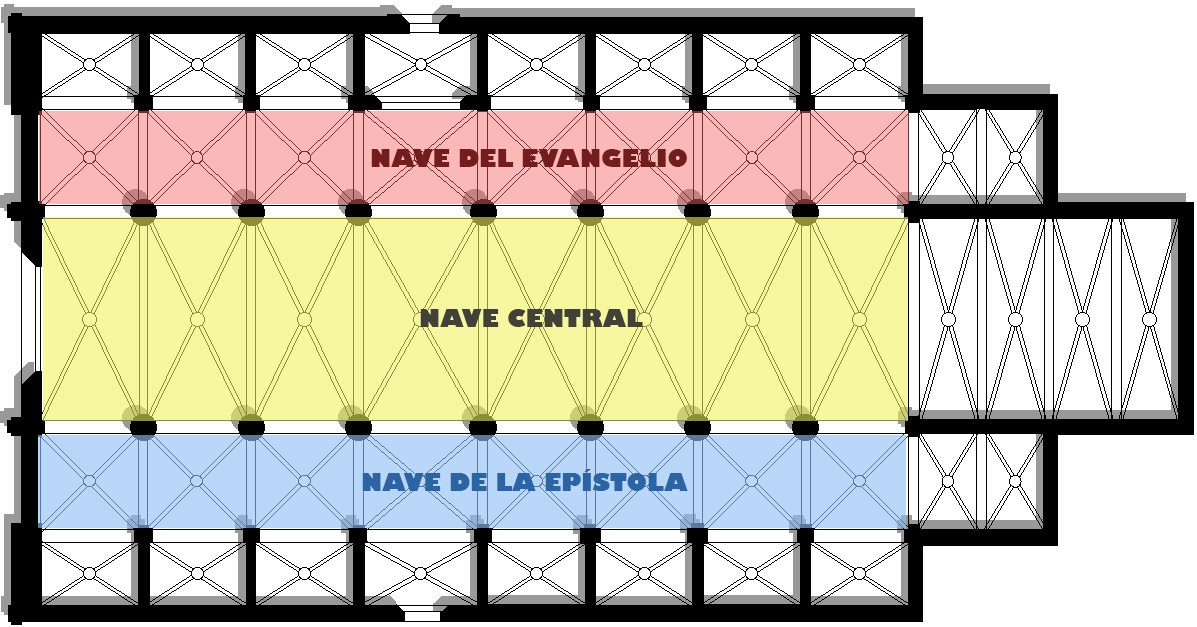
Pianta della cattedrale di Palma di Maiorca, dove si evidenziano le navate del vangelo, centrale e dell'epistola.

Il lato del vangelo (in cornu Evangelii in latino) prende il nome dal luogo dove avveniva la lettura del vangelo nella liturgia prevista dal messale prima della riforma liturgica del concilio Vaticano II. Rispetto all'altare maggiore, e guardando verso questo, si trova sul lato sinistro.
Il lato opposto è il lato dell'epistola (in cornu epistolae in latino), dove venivano lette le epistole, ossia le lettere del Nuovo Testamento scritte dagli apostoli ai cristiani, prima della riforma liturgica del concilio Vaticano II. Guardando l'altare maggiore, il lato dell'epistola si trova sul lato destro.
Per estensione si chiama navata del vangelo quella che si trova situata sul lato sinistro della chiesa, e alla stessa maniera navata dell'epistola quella che si trova sul lato destro.